# 地中海食
地中海食（ちちゅうかいしょく、Mediterranean diet）は、イタリア料理、スペイン料理、ギリシア料理などの、地中海沿岸諸国の食事や食習慣のことを指す。

## 別称
地中海の食事、地中海飲食、地中海飲食文化とも言う。

## 定義
2013年、国際連合教育科学文化機関（ユネスコ）は地中海食について、イタリア、モロッコ、スペイン、ポルトガル、ギリシャ、キプロス、クロアチアの、各国の無形文化遺産として登録した。
注意すべきこととして、地中海食はあくまでも地中海沿岸諸国の伝統的な「食事や食習慣」のことであり、具体的な調理法や料理文化を指していない。

## 概要
ナッツ、オリーブオイル、野菜、果物、全粒穀物、豆、種子、魚、鶏肉が豊富で、チーズとヨーグルトは頻繁に食され、赤肉、卵、菓子の消費は控えめである。また、赤ワインも適度に飲まれる。
地中海食には、多価不飽和脂肪酸が豊富に含まれる。記憶能力および健康に対する良好な研究結果が繰り返し報告されている。

## 健康との関連
地中海沿岸諸国では、イギリスやドイツ、北欧などに比べて、狭心症や心筋梗塞といった虚血性心疾患が少ないことから、食生活にその一因を求める考えがあった。アメリカ合衆国のミネソタ大学教授で、医学博士のアンセル・キーズを中心に、日本、アメリカ合衆国、フィンランド、オランダ、イタリア、ユーゴスラビア、ギリシャの7カ国で、食事の違いと虚血性心疾患の疫学研究を行った。これは世界7カ国共同研究と呼ばれた。この研究により、血清コレステロール値と心筋梗塞・冠動脈疾患死に関連があること、同程度の高脂肪食を食べても、地中海沿岸諸国では冠動脈疾患が少ないことが判明した。
研究結果から、地中海食は、全死亡率、心血管疾患、がん死亡率、がん、パーキンソン病、アルツハイマー病のリスクが近代の西洋的な食事よりも低く、喘息、慢性関節リウマチの症状を改善するとみられている。
地中海食は、低脂肪食に比べて心血管疾患を抑制する。肥満の抑制にも有用である可能性が示唆されている。
2008年の前向きコホート研究で、「地中海食が糖尿病リスクを減少させる」と報告された。2014年には、エキストラ・ヴァージン・オリーブ・オイルを摂取した地中海食で、有意に糖尿病発症が少ないと報告された。地中海食が子宮癌(子宮内膜癌)のリスク低下に有用である可能性が報告された。
オリーブオイルを多く含む地中海食、ナッツ類を多く含む地中海食、通常の低脂肪食の3群では、骨形成マーカー（オステオカルシン、P1NP）がオリーブオイル地中海食群のみ改善していた。他の2群では有意差がみられなかった。
健康な女性4676人において、地中海食と老化の指標であるテロメア長は有意に関連した。
2021年2月、ハーバード大学医学部は、卵や鳥は言うまでもなく、動物ベースではなく植物ベースのタンパク質と、緑茶が豊富なカロリー制限のある地中海食を推奨した。

### 小麦グルテン
地中海食では、パンやパスタのように小麦のタンパク質のグルテンを含む食材が多用されるので、グルテン関連障害の発症リスクが高まる可能性がある。

## 低炭水化物食との比較
低脂肪食、低炭水化物食と地中海食で体重変化を比較したところ、地中海食と低炭水化物食は同程度の減量がみられ、これらは低脂肪食よりも有意に有効であった。短期的には低炭水化物食での体重減少幅が大きいがリバウンドがみられ、中長期的には地中海食と低炭水化物食には有意差が無かった。
2019年のシステマティックレビューで、糖尿病管理のために6か月以上追跡した20件のランダム化比較試験の結果が見つかり、低脂肪食と低炭水化物食の比較では、血糖制御、体重と脂質に有意な差はなかった。地中海食では、体重とHbA1cのより大きな減少と糖尿病の薬を必要としない時期が長かった。結論としてよりよい血糖制御のために完全菜食、菜食、地中海食を導入すべきという証拠が見つかり、調査のためにより長期の試験が必要とされる。

## 歴史
地中海食の概念は、1960年代初頭にギリシャのクレタ島と南イタリアの食品摂取型を反映して開発された。当初は1975年にアメリカの生物学者のアンセル・キーズと化学者マーガレット（妻）によって公表されたが、広く認知されることはなかった。健康的であることを示したデータは、ナポリとマドリードでの疫学研究である。7カ国共同研究が実施され、1970年に公表され、1980年に長い文章の書籍となり。一般に普及した地中海食の説明は、1990年代半ばにハーバード大学ハーバード公衆衛生大学院のウォルター・ウィレットによって提示されたものである。
地中海食は、当時の主流であった栄養学の観点から矛盾（パラドックス）をはらんでいる。地中海沿岸諸国の人々は、比較的豊富に脂肪を消費しているが、アメリカ合衆国における同様に消費する州よりも、心血管疾患のリスクが低いことで、フレンチパラドックスとして知られる。